# Torre del Mangia

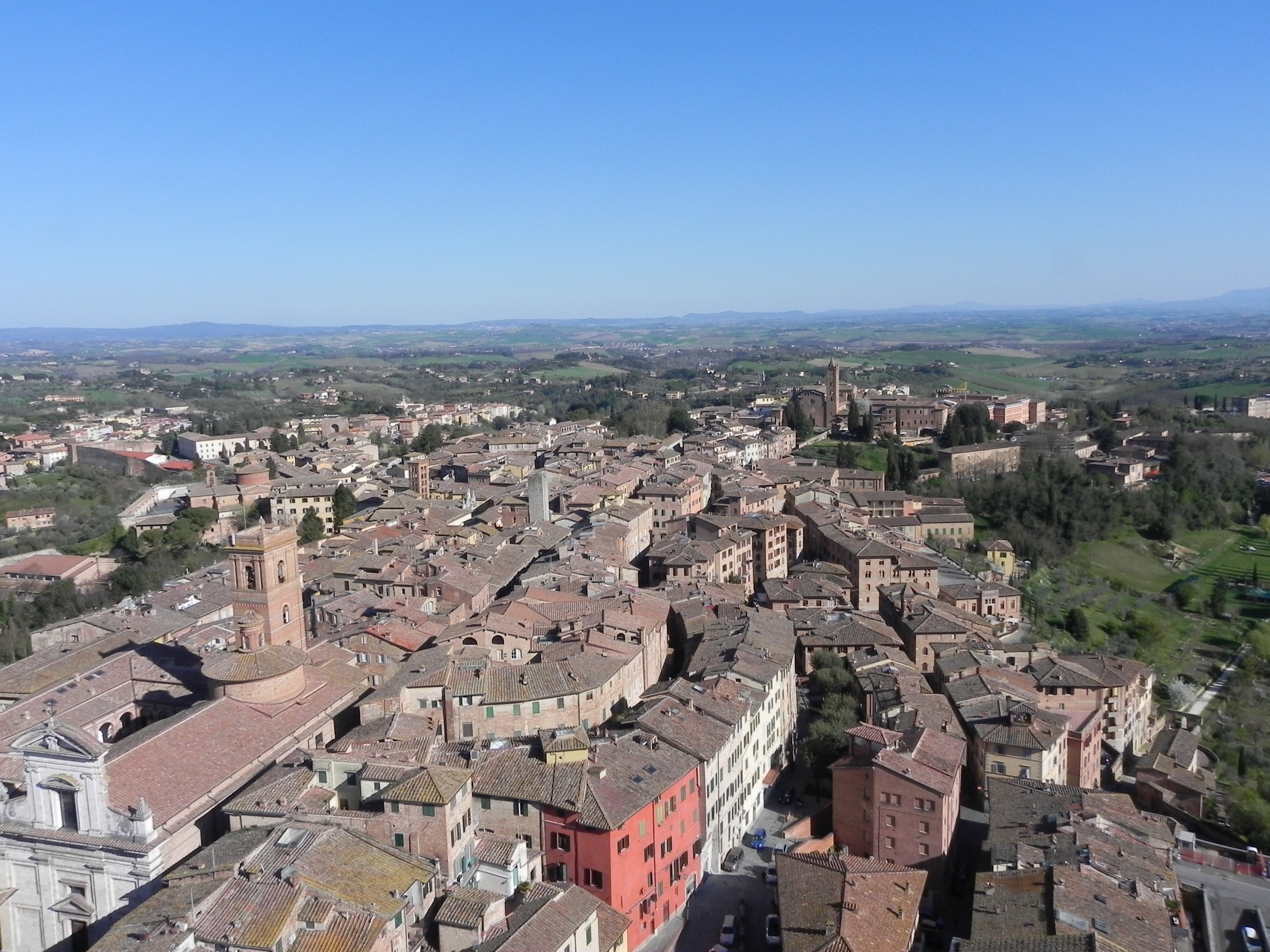
In questa immagine possiamo notare il panorama di Siena Sud visibile dalla cima della Torre del Mangia.

La Torre del Mangia si trova in piazza del Campo a Siena; è la torre civica del palazzo Comunale. È tra le torri antiche italiane più alte (la quattordicesima), arrivando a 88 metri all'altezza degli ultimi merli. Secondo quanto scritto da Ranuccio Bianchi Bandinelli, la Torre del Mangia, pur partendo da una levatura del terreno più bassa, raggiunge la stessa altezza del campanile del Duomo di Siena per simboleggiare il raggiunto equilibrio tra il potere celeste e quello terreno, senza che nessuno dei due superi e s'imponga sull'altro.

## Storia
(Cairoli, Torre del Mangia, 1985.)
Con queste parole Agnolo di Tura celebra nelle cronache del 1325 l'inizio dei lavori che dettero vita alla torre, mescolando insieme i sacri riti religiosi delle preghiere, delle orazioni e dei salmi, con quelli profani come la collocazione di monete e iscrizioni in lingua antica come il latino, il greco e l'ebraico per propiziare la solidità dell'edificio. Come però si legge dai registri di pagamento del Camarlengo della Repubblica, comunemente detti della “Biccherna”, risale al 1338 il primo riconoscimento ufficiale dell'edificazione della torre. A lungo è stato erroneamente ritenuto architetto dell'opera il maestro Agostino di Giovanni, apprezzato scultore senese del Trecento, creduto l'unico ideatore e artefice. Sempre dai registri della Biccherna risulta che abbia lavorato al progetto, ma solo per un breve lasso di tempo, mentre più probabilmente i primi architetti incaricati furono i perugini Minuccio di Rinaldo e suo fratello Francesco. In tutto i registri del tempo riportano nell'arco di dieci anni i nomi di otto “operarii turris” che presero parte alla costruzione della torre. Un altro documento del 1341 chiama in causa per la realizzazione anche Lippo Memmi, famoso pittore e cognato di Simone Martini, al quale venne dato il compito di rendere l'edificio più imponente e raffinato delle altre torri che si ergevano per le vie della città: fu lui che realizzò il progetto del particolare coronamento che “spezza” la lunga canna in mattoni. I lavori non durarono a lungo: è del 1348 un documento che delibera la fusione della “champana nuova … de' Signori Nove"  da collocare sopra la torre, operazione posticipata però di un anno a causa delle ingenti vittime della peste che non risparmiò la città.
Nel 1798 Siena fu colpita da un disastroso terremoto, ma la Torre ne uscì illesa, complice il precedente restauro a opera dell'ingegnere Alessandro Matteucci e dell'architetto incaricato Alessandro Nini, il quale fece levare definitivamente dalla cima la statua del “Mangia”. Scrive il Reverendo Professore Ambrogio Soldani riguardo al terremoto: “ con meraviglia degli architetti e di tutti quegli che essendo in Piazza vedevanla con sorpresa, e con orrore insieme, oscillare specialmente verso la cime e pareva loro che dovesse spezzarsi e cadere a terra […] in tutte le sue parti”.

### Il "Mangia" personaggio

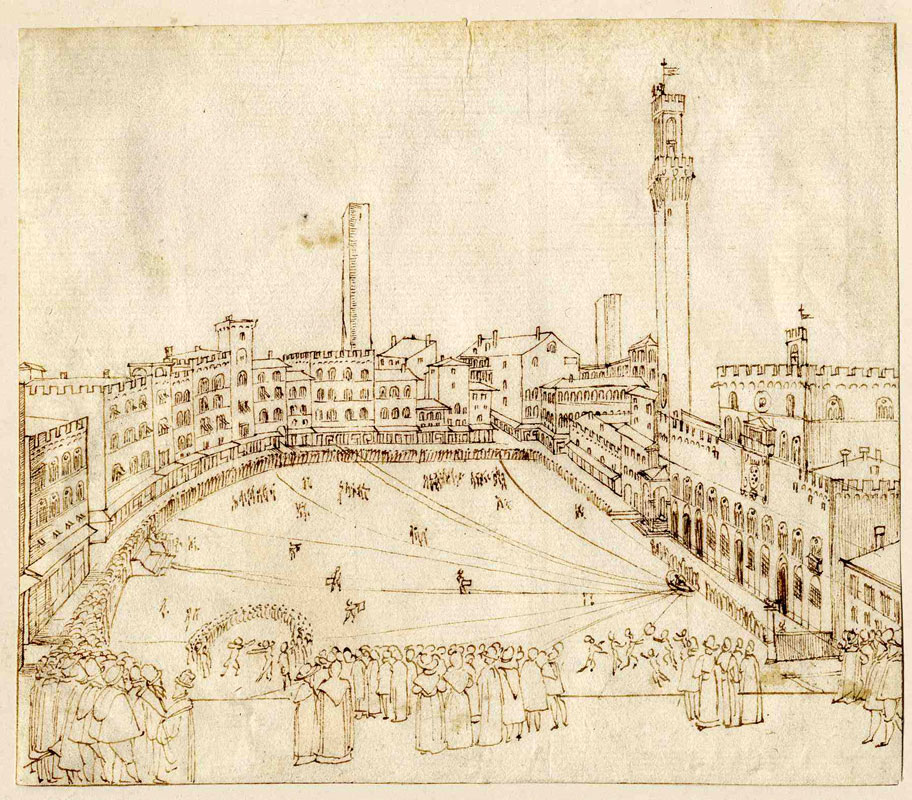
Disegno della Piazza datato 1578 in cui si può notare la statua del "Mangia" accanto alla campana

Da sempre il popolo senese è solito chiamare con soprannomi ed epiteti cose o persone (non a caso ogni fantino che corre il Palio ha un personale soprannome datogli dalla contrada con cui esordisce); non fu escluso da tale consuetudine uno dei primi campanari adibiti a scandire le ore, tale Giovanni di Balduccio, "mésso dei Signori Nove", noto per i suoi sperperi e i suoi vizi legati soprattutto alla cucina. Tale fama gli valse il soprannome di "Mangiaguadagni" o, più semplicemente, "Mangia"..
Il lavoro di campanaro non gli durò a lungo visto che nel 1360 venne subito installato il primo orologio meccanico. Quando poi nel 1400 Don Gasparo di Simone degli Ubaldini (famoso al secolo per l'orologio del Rialto a Venezia, di Orvieto e di Città di Castello) ne rifece i meccanismi, vi associò un automa per battere le ore sulla campana al posto del Balduccio. Il popolo senese conservò il nomignolo di "Mangia" anche per l'automa meccanico che l'aveva sostituito, anche in considerazione delle ingenti somme di denaro che venivano versate per i numerosi interventi di manutenzione e restauro dell'orologio e dei suoi complicati meccanismi.
La figura del “Mangia” è sempre stata accompagnata da un'aura di mistero e fantasia. L'affetto e la simpatia che il popolo senese gli ha sempre riconosciuto è stata tale che, dal Seicento, gli vennero attribuiti alcuni componimenti satirici vestendolo così della dote di poeta. Risulta suo un madrigale dal titolo “Il Mangia smartellato a gl'amanti ammartellati", infarcito di equivoci doppi sensi, ancora conservato presso l'archivio dell'Accademia dei Rozzi, datato 1667: “Dell'antica campana/ hor che mi trovo un Campanon maggiore/ Vò cercando per tutto/ Martel più grande per sonar l'ore;/ Voi amanti scherniti,/ Che di tal Mercantia sempre abbondate,/ Un de' vostri martelli a me portate: / Qual non voglio comprare,/ Ma si bene scontare / Che se col vostro sospirato oggetto, / Sollevarete gl'amorosi affanni, / Vi prometto di farvi ore com'anni.”

### Il "Mangia" automa
Nel corso degli anni la statua adibita a battere le ore sulla campana non è stata sempre la stessa, numerose opere d'arte e marchingegni meccanici si sono alternati a compiere il lavoro che un tempo fu del sopracitato Giovanni di Balduccio. La primissima statua venne realizzata in legno, ma esposta com'era alle intemperie, nel 1425 fu sostituita da una in ottone ad opera del fiorentino Dello di Niccolò e dei Daniello e Lazzaro di Leonardo, incaricati questi ultimi a decorare anche la sfera dell'orologio. Durante i due secoli successivi si hanno notizie di vari restauri all'orologio e all'automa, che in alcune occasioni rimase anche inoperoso, mentre nel 1666, con il rinnovamento del Campanone, si registra nei libri di spese del tempo la commissione al sarto Camillo Lanciati di un rivestimento in stoffa della nuova statua imbottita di fieno. Ma è proprio il campanone che segna il “declino” dell'automa: infatti per montare l'enorme Sunto sulla sommità della Torre fu necessario togliere alcuni merli e l'ingombrante statua del “Mangia”. Fu poi sostituita con una in pietra e ricollocata nel 1682 su un merlo d'angolo, mentre nel 1725 venne rifatto prima in ottone e poi ancora in legno rivestito di piombo. L'ultima versione risale al 1759, dalle fattezze di un maestoso guerriero, opera scolpita in un unico blocco di travertino dallo scultore fiorentino Angiolo Bini. La statua era si ben visibile dalla piazza, ma ormai priva della sua iniziale funzione poiché era stato contemporaneamente installato un orologio che batteva da sé le ore, e il “Mangia” si limitava a ruotare e fingere di colpire la campana con il martello che teneva fra le mani. Scarnificata quindi delle sue funzioni, venne definitivamente tolta nel 1780.

### Il "Mangia" perduto e ritrovato
Durante alcuni lavori di restauro alla torre nel 1780, la statua del "Mangia" venne tolta dalla cima e riposta in un magazzino del comune. Abbandonata per anni nei fondi del Palazzo Pubblico, venne notata dal Governatore Giulio Ranuccio Bianchi Bandinelli e fatta trasportare nel 1824 nella sua villa di Pagliaia per ornarne il lago. Quasi un secolo più tardi, il suo pronipote Ranuccio, affermato studioso, casualmente venne a conoscenza di questo fatto e volle recuperare la statua ritenuta ormai dispersa. Come ha poi riportato sul giornale “balzana” del 1927, il lago della villa di Pagliaia era ormai prosciugato, ma in un fosso di tale campo intravide la testa di una statua che identificò come il “Mangia”, e poco lontano il suo busto. Mancante delle braccia che presumibilmente vennero utilizzate come materiale di recupero per la costruzione di un fienile, donò l'opera restaurata al Comune di Siena e ancora oggi è visibile nel Cortile del Podestà (comunemente chiamato "entrone" dai senesi, dove i cavalli che corrono il Palio sostano prima di entrare sul tufo) del Palazzo Pubblico. Proprio Bianchi Bandinelli la descrive come “un mutilo resto di travertino, quasi impari alla sua fama, come del resto tutti i grandi uomini visti da vicino”..

### Danni e restauri

#### Per intemperie
Fino alla fine del Settecento, data in cui venne finalmente deciso dopo un lungo dibattito di dotare la Torre di un parafulmine, furono proprio le scariche elettriche delle saette a causare i principali danni all'edificio. Il 6 aprile 1460 un fulmine arrivò ad abbattere alcuni merli che ornavano la Rocca della Torre oltre a spostare la statua del Mangia. Vano fu il tentativo di riparare un tale danno, tanto che nel 1463 venne richiesto l'ausilio di ingegneri specializzati provenienti da Roma. I costi di tale operazione erano così ingenti che costrinsero il Concistoro a rinunciare. Qualche mese più tardi, viste le precarie condizioni in cui la Torre versava, venne ipotizzato di togliere le campane dalla cima in via precauzionale e fu avanzato in questa occasione il progetto per la realizzazione di una seconda torre sul lato opposto del Palazzo su cui porre le campane della “torre vecchia”. Il lavoro non fu mai realizzato sebbene pare che circolasse già un disegno del progetto, e anche per periodi successivi non ci sono notizie relative a restauri o interventi. Le cronache riportano notizie di danni causati dalla caduta di fulmini negli anni 1470, 1496, 1519 e nel 1730.

#### Per gli assedi nemici
Alessandro Sozzini riferisce che, durante l'assedio della città ad opera delle truppe imperiali e medicee nel 1554, “…Il dì detto, gl'Imperiali dei Forti di Camollia tirorno una botta d'artiglieria alla Torre di Piazza, e colse in la cima nel mezzo dell'arme della Balzana, mandò giù un merlo, ed una pietra grossa sfondò la volta della Cappella di Piazza; e fece gran fracasso e molta gente l'andò a vedere..”. Quattro anni dopo, finita la guerra, vennero riparati i danni.

#### Per fatalità
Durante la festa annuale per la commemorazione della “promotio” granducale, la sera del 9 gennaio 1701, come consuetudine vennero accese delle fiaccole sul Palazzo e sulla Torre, provocando un incendio che danneggiò una delle travi sottostanti alla cella campanara; danno che venne riparato solo nel 1705.
Nel 1717 una delle lupe-sgocciolatoio cadde provocando un buco nel soffitto della Cappella sottostante. I danni furono riparati con spese contenute.

## Descrizione

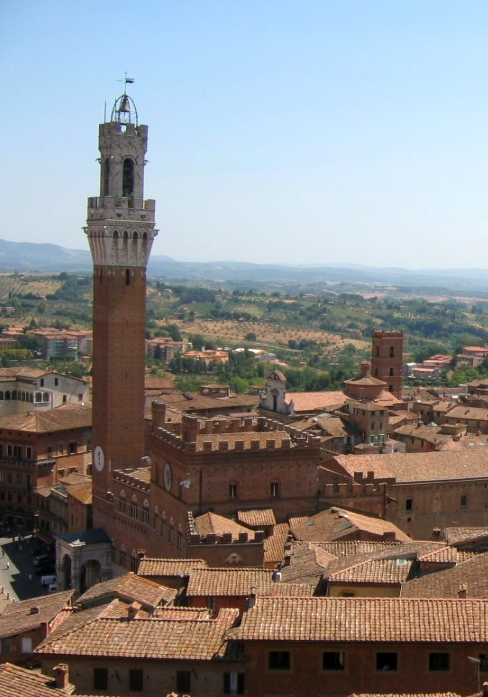
La Torre del Mangia dall'alto

Alla base della torre è presente un unico blocco di tufo, molto resistente ed elastico, su cui poggia e si innalza il fusto in mattoni. Accedere al basamento è ancora possibile attraverso una piccola botola posta sul pavimento del primo piano dei Magazzini del Sale scendendo una scala scavata nel tufo piuttosto ripida. Qui sono state ricavate piccole stanze ad altezza d'uomo in cui si scorgono lungo le pareti, staccati un metro da terra, i primi mattoni da cui prende le mosse la Torre, apparendo come se l'impianto murario finisse e si perdesse nel tufo. Si narra che in queste celle trascorressero l'ultima notte, anticamente, i condannati a morte. La torre, oltre che sul tufo, poggia anche sulle strutture circostanti del Palazzo del Comune, tanto che è possibile scorgere ancora una finestra gotica del Capitano di Giustizia prima che venisse coperta dalla Cappella. La snella sagoma di mattoni in cotto a base quadrata si erge per quasi 70 metri, spezzata da una sottile cornice scura, da cui si eleva il primo coronamento in travertino bianco, composto da mensoloni a piramide rovesciata che sorreggono gli archi{indicare la fonte in pag 11, cairola}. Questo primo coronamento termina con la tipica merlatura del tempo, sotto cui sono posti due stemmi del Comune ed un leone rampante, oltre alle lupe-sgocciolatoio negli angoli. Al di sopra trova spazio la cella campanaria, la loggia adibita a contenere la campana della Torre, anch'essa coronata da merli e lupe-sgocciolatoio. I quattro lati sono perfettamente orientati a coppie secondo le direzioni Nord-Sud ed Est-Ovest. All'interno la torre ospita una scala per salire fino alla loggia in cui era riposta la campana: con 110 gradini si raggiunge il terrazzino con vista sulla piazza, mentre per arrivare alla cella campanaria se ne devono salire altri 242. Sono più di 400 se si contano a partire dall'ingresso anteriore dei Magazzini del Sale. Ai piedi della Torre, prospiciente verso il centro della Piazza davanti al Palazzo comunale, si trova la Cappella di Piazza, un tabernacolo costruito interamente in marmo in onore della Vergine Maria dopo la fine della peste che si era abbattuta sulla città nel 1348.
Nei secoli la facciata principale della torre, con l'intenzione di abbellirla, venne affrescata più volte all'altezza dell'orologio da pittori quali Martino di Bartolomeo, Alessandro Casolani, Bernardino Mei. Per proteggere i dipinti dalle intemperie e dal rischio di deterioramento, venne installata una tettoia in mattoni, della quale si riconosce ancora oggi la forma triangolare appena sopra l'orologio, smantellata definitivamente alla fine dell'Ottocento. Dello stesso periodo una lastra marmorea sottostante che recava una scritta in latino allusiva allo scorrere del tempo e all'orologio: “Coeca licet tacito volantur tempora cursu/ Auribus heic horas nosse oculisque datur” (Sebbene il tempo cieco svolga tacito il suo corso, di qui è dato a noi conoscere le ore con l'udito e la vista).

### Le campane

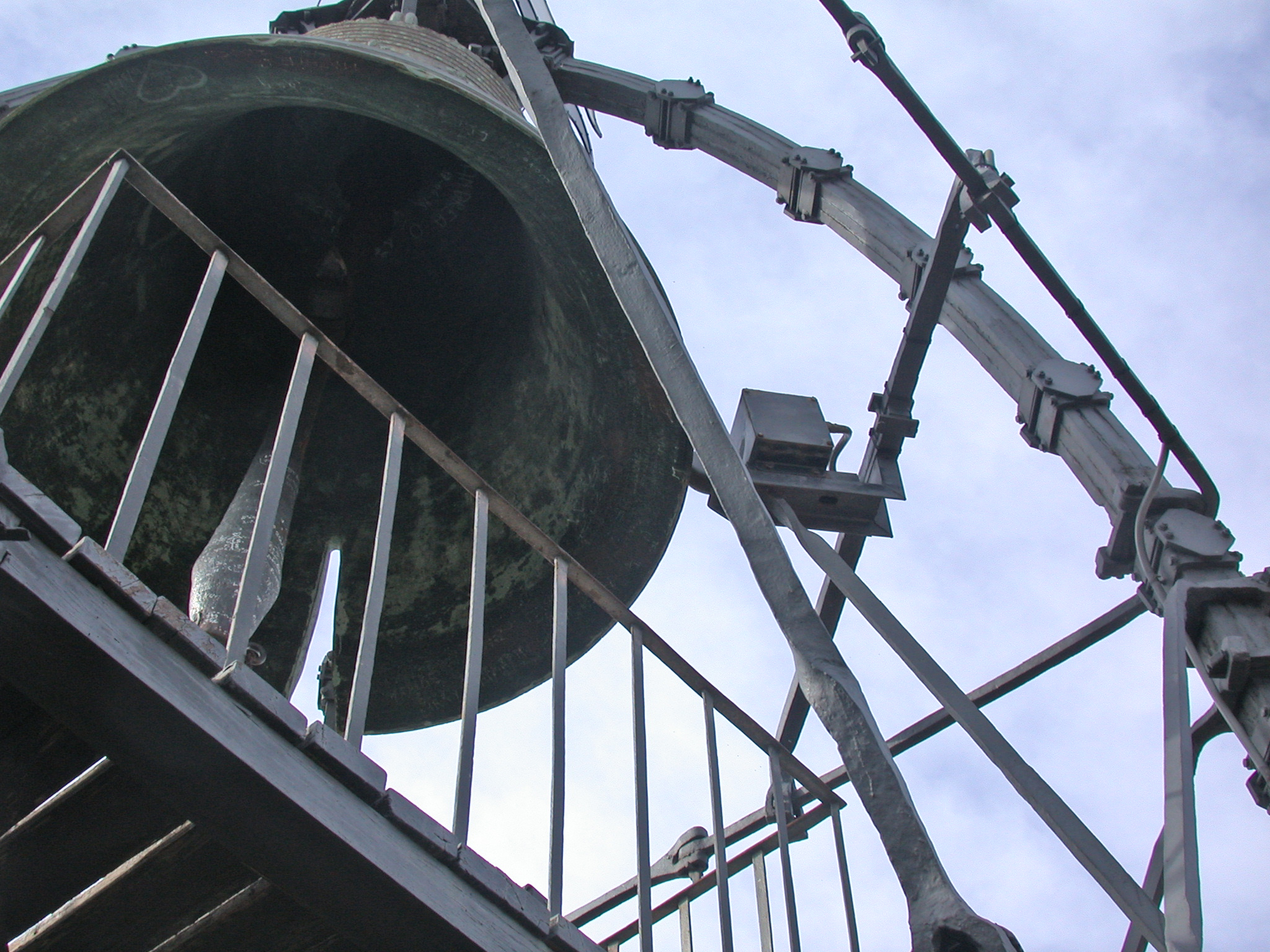
La campana della torre

Da sempre l'immagine della torre è simbolo di potere ed autorità, ma per la Repubblica di Siena, l'esigenza della costruzione di tale edificio era anche quella di trovare una giusta e meritevole collocazione alle campane del Comune, fino ad allora poste sulla torre di palazzo Mignanelli e successivamente sul campanile del Duomo. La concezione del tempo quale quello “religioso” delle ore di preghiera (il mattutino e il vespro), era ormai accompagnato da quello “pubblico” del lavoro e della vita sociale del cittadino, come le uscite della Signoria, le condanne a morte ed il coprifuoco. Così nel 1344, a lavori non ancora ultimati, venne posta sulla Torre la cosiddetta “campana del popolo” proveniente dalla città di Grosseto, finché non venne fusa nel 1349 per farne una ancora più grande chiamata “campana grossa” o “campanone”. Come ricorda Agnolo di Tura: “ La campana grossa del comune di Siena fu fatta in questo tempo. Fecela maestro Ricciardo di Tingo, pesa libbre 17777 […]. Fu operaio a far la detta campana Tuccio Maffei, e sté sul campo la detta campana più tempo e poi si pose in su la torre del comuno di Siena”..
La suddetta campana scandì per quasi tre secoli lo scorrere quotidiano delle ore, non senza subire però le ingiurie del tempo; rimase in attività fino al 1633 quando fu rifusa e ricollocata l'anno successivo. Nuovamente danneggiata venne tenuta inoperosa per un decennio finché fu deciso di fonderla ancora nel 1665. Furono impiegati due giorni e 53 uomini per issarla in cima alla torre. Poi, sotto consiglio del Governatore di Siena e principe Mattias de' Medici, venne spostata dalla cella campanaria allo spazio soprastante. Per tale opera vennero consultati degli specialisti, provenienti anche da Pisa, che idearono un modello di sostegno a quattro colonne di ferro e terminarono il lavoro l'anno successivo. A quei tempi il Campanone fu giudicato uno dei più grandi d'Italia, alto 2.34 metri per 1.98 di diametro, dal peso di 6764 chili.. La campana venne benedetta il 14 novembre 1665 dall'arcivescovo Ascanio Piccolomini col nome di Maria Assunta. Ispirati da questo titolo ancora oggi i cittadini senesi la chiamano comunemente “Sunto”.
Nel 1831 il Campanone venne gravemente danneggiato e ne fu vietato l'uso fino a nuova riparazione o fusione. I preventivi per la riparazione però risultarono essere troppo dispendiosi, fu così deciso di investire una somma più discreta per la sola accomodazione. I due tecnici Luigi Rossi e Vincenzo Gani incaricati di farlo, limarono la “ferita” del bronzo, ma non bastò per coprire il grosso taglio che ancora è visibile sul bordo inferiore della campana. Questo difetto dona al campanone una nota nominale indecifrabile e un timbro particolarmente roco (in gergo “pentoloso”), che però diventa ovattato quando viene suonato a mano, mediante il battaglio interno; poiché ciò avviene solo nei giorni del palio, i senesi associano a questo suono particolare l'imminenza della festa. In tutte le altre occasioni durante l'anno il battito viene prodotto da un martelletto automatico esterno alla campana stessa.
Come da calendario comunale, "Sunto" suona nei seguenti giorni e per le seguenti ricorrenze:
| Data      | Ricorrenza                                                                        | Suono campanone |
| --------- | --------------------------------------------------------------------------------- | --- |
| 25 aprile | Festa della Liberazione                                                           | ore 10,00 - suono del Campanone per 5 minuti |
| 1º maggio | Festa del Lavoro                                                                  | ore 10,00 - suono del Campanone per 5 minuti |
| 2 luglio  | Palio della Madonna di Provenzano                                                 | ore 8,00 - 12,00 - 15,00 - suono del Campanone per 5 minuti dalle ore 17,00 circa, per tutta la durata della Passeggiata Storica - suono del Campanone a distesa |
| 3 luglio  | Anniversario della liberazione della città (1944)                                 | Ore 14,00 - suono del Campanone per 5 minuti |
| 14 agosto | Palio dell'Assunta - Processione del Cero                                         | Ore 16,30 - suono del Campanone per 5 minuti |
| 15 agosto | Festività della Madonna Assunta, Regina e Patrona di Siena e del suo antico Stato | Ore 12,00 - suono del Campanone per 5 minuti |
| 16 agosto | Palio dell'Assunta                                                                | ore 8,00 - 12,00 - 14,30 - suono del Campanone per 5 minuti dalle ore 16,30 circa, per tutta la durata della Passeggiata Storica - suono del Campanone a distesa |
| novembre  | Inaugurazione del nuovo anno accademico dell'Università degli Studi di Siena      | suono del Campanone per 5 minuti |
|           | Elezioni amministrative, politiche e referendarie                                 | suono del Campanone per 5 minuti all'apertura e alla chiusura dei Seggi                                                                                          |

### L'orologio

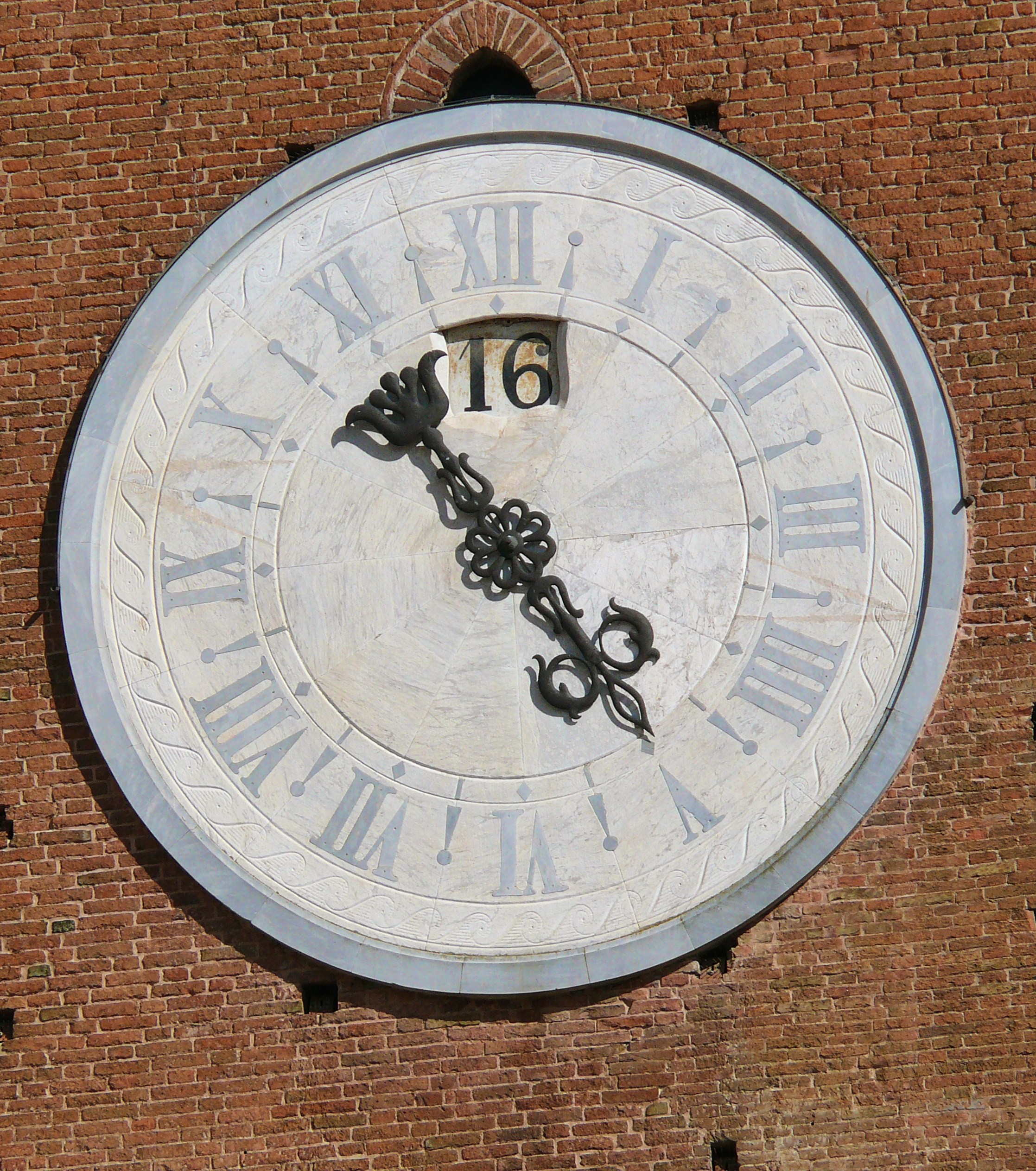
Orologio della Torre del Mangia

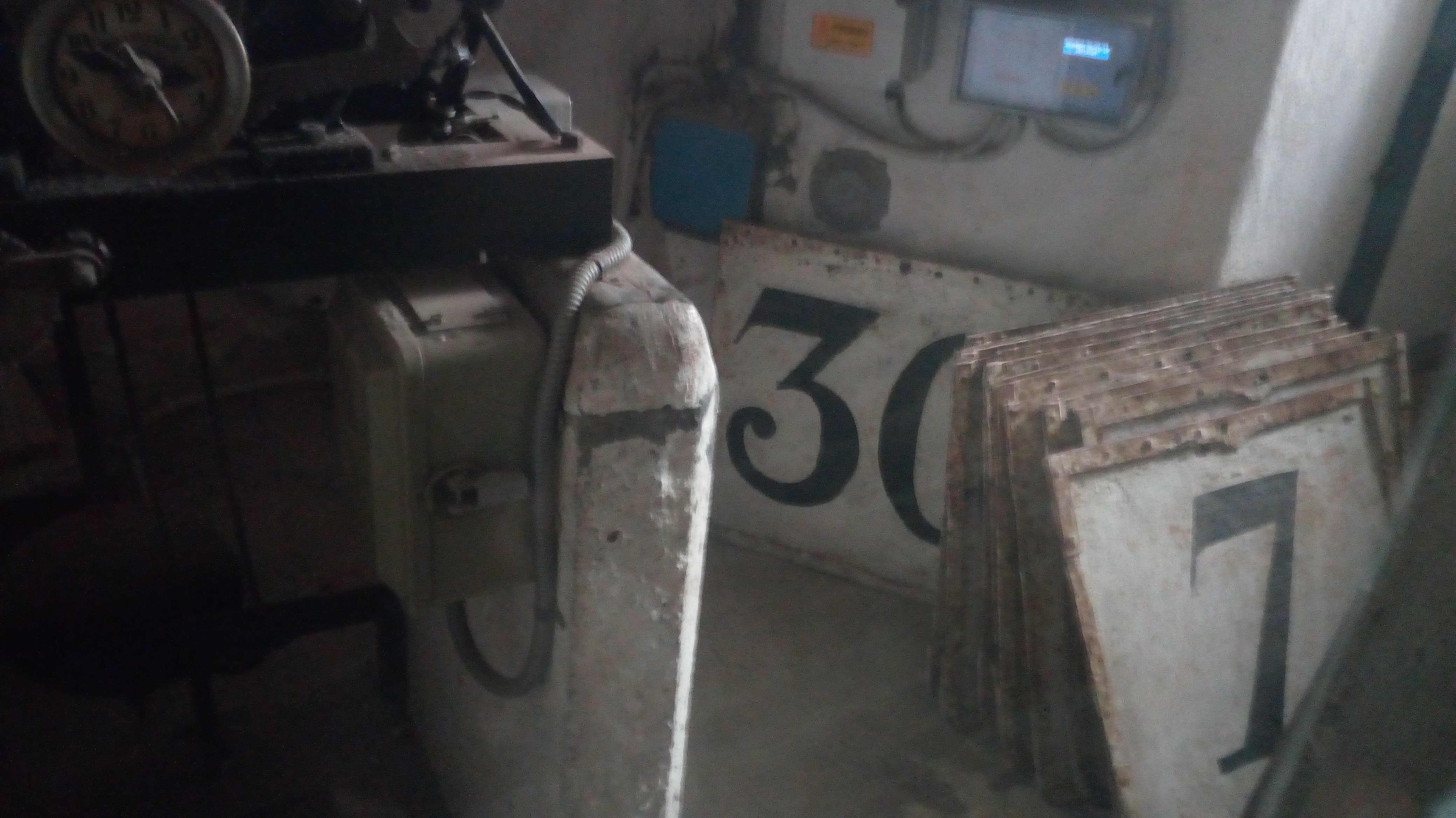
Il cambio della data sull'orologio è eseguito manualmente, utilizzando i numeri in foto

La Torre del Mangia non fu soltanto un maestoso monumento architettonico simbolo del potere, ma volle essere anche un utile strumento per i cittadini: è per questo che nel 1360 vi fu installato un grande orologio ad opera di Bartolomeo Guidi. L'orologio occupa la prima metà della Torre, poco sopra il terrazzo del Palazzo Pubblico. Da quel momento le campane del Comune scandivano la vita della città, un forte messaggio di potere, ma anche un impegno gravoso da un punto di vista economico. Il primo orologio venne a costare 858 fiorini, ma furono le varie manutenzioni e restauri che incrementarono nel tempo le spese. Infatti la maggior parte delle volte venivano chiamati esperti da fuori Siena, come Maestro Bertino da Rouen, Guasparre degli Ubaldi da Città di Castello o Giovanni da Milano che nel 1425 rifece interamente il meccanismo; anche nel 1692 venne completamente rifatto. Gli interventi risultavano essere molto costosi, ma necessari, essendo l'unico orologio pubblico della città. Insieme alle spese meramente tecniche, vengono annotati nei libri contabili anche quelle relative ai vari dipinti attorno al quadrante, che nei secoli furono affrescati. Tra i più importanti, quello di Priamo della Quercia, figlio di Jacopo, Alessandro Casolani della fine del Cinquecento che dipinse delle figure allegoriche rappresentanti il Giorno e la Notte, la Giustizia e il Tempo, o quello di Bernardino Mei (1650) dal titolo “Il tempo che sostiene la sfera” e Carlo Amidei (1776). Fu di Luigi Boschi l'ultimo affresco del 1848, particolarmente criticato. Dalla fine dell'Ottocento l'orologio è rimasto “spoglio” sia dai dipinti che dalla tettoia soprastante.
Gli ultimi lavori all'orologio risalgono al 1804 per opera del senese Giovan Lorenzo Barbetti, che lo rifece completamente ed infine un restauro del 1963.

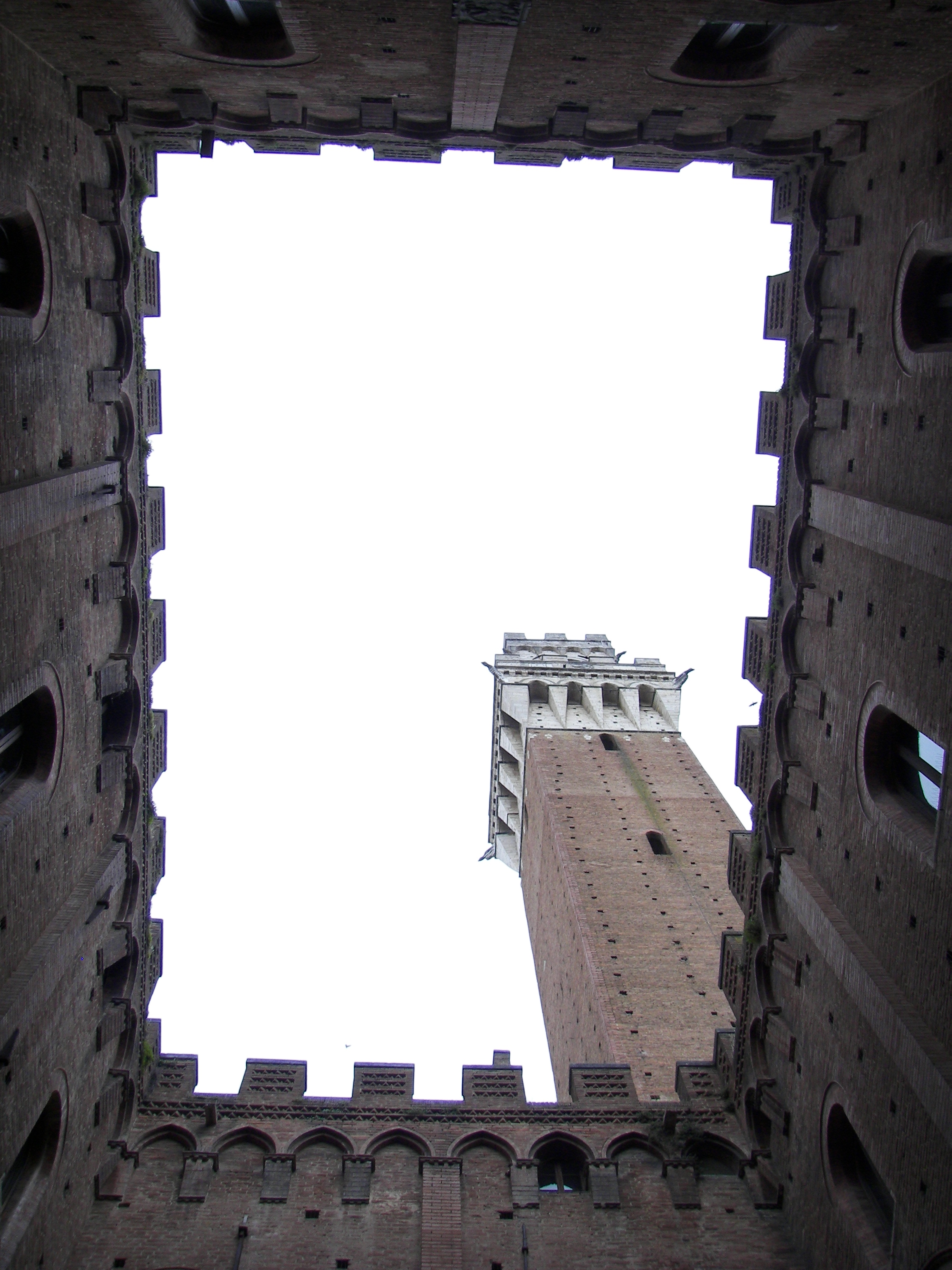
La Torre vista dall'entrone

### Parafulmine
Per la sua notevole altezza, ma soprattutto, come spiega Leonardo Ximenes nella sua Relazione" del 1778, per la grande quantità di ferro dei sostegni del campanone e del campanone stesso posto sulla cima, la Torre del Mangia è sempre stata facile bersaglio per i fulmini. Fino alla seconda metà del XVIII secolo, in cui venne installato il primo parafulmine sulla sommità della torre, le scariche elettriche prodotte dai fulmini si abbattevano sul campanile per poi scomparire all'interno della torre attraversando il lungo filo metallico dell'orologio e scaricarsi nelle vicinanze fungendo da parafulmine involontario. Questa combinazione però provocava spesso danni all'orologio, alle stanze del Palazzo o alle strutture murarie. Per tale ragione nel 1776 venne installato, sotto la direzione di Domenico Bartaloni, docente di Fisica della Regia Università di Siena, un conduttore elettrico in grado di prevenire gli incidenti causati dalle scariche elettriche naturali. Lo scienziato americano Benjamin Franklin ne brevettò venti anni prima a Philadelphia il modello che consisteva in un'asta di metallo avente sulla sua sommità una punta di rame, collegato ad una catena metallica e terminante al suolo dove scaricare l'energia elettrica raccolta. Il Bartaloni pensò quindi di riprendere tale modello e applicarlo in cima alla torre, affiancando la catena metallica al filo di ferro del martello che batteva le ore del campanone, in modo che raggiungesse anch'essa l'orologio centrale. A questa altezza venne posta una spranga di ferro per deviare la corrente elettrica e farla scaricare sottoterra, in un condotto dell'acqua. Solo nel 1996 si è provveduto a sostituire con un moderno parafulmine e un rinnovato sistema di sicurezza la Torre, ma sempre ricalcante quello settecentesco.

## Repliche

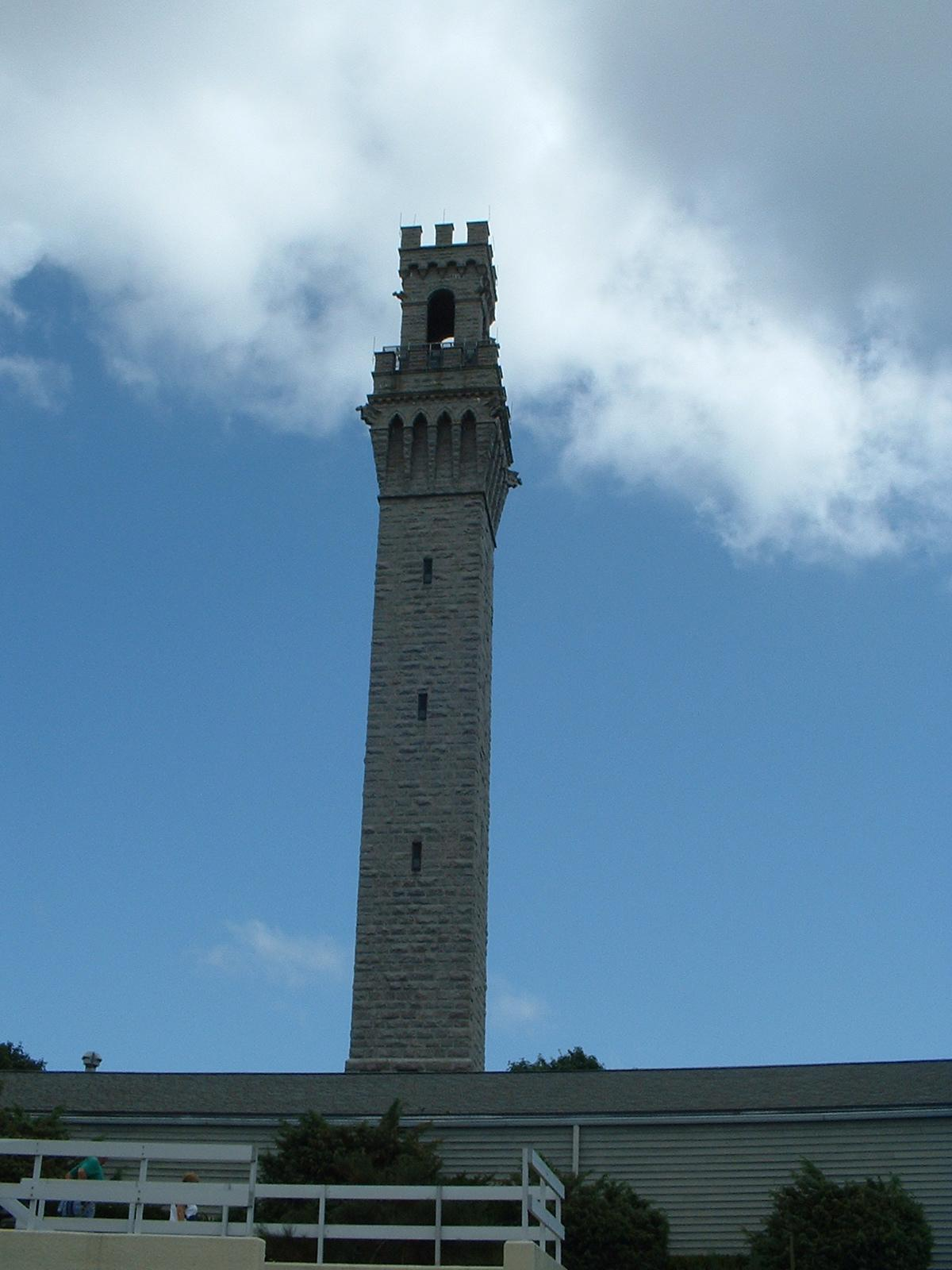
Provincetown Pilgrim Monument north side

- La torre dell'orologio Joseph Chamberlain Memorial, (soprannominata Old Joe, “vecchio Joe”) presso l'Università di Birmingham, Regno Unito, si ispira alla Torre del Mangia, specialmente nelle sue linee vittoriane in mattoni color cotto.
- A Waterbury, nello Stato nordamericano del Connecticut, risale al 1909 la torre dell'orologio che porta la firma del famoso “triumvirato” di architetti americani McKim, Mead & White. La torre è posta accanto all'ex stazione ferroviaria, oggi sede del quotidiano della regione.
- Il Pilgrim Monument di Provincetown, negli Stati Uniti d'America, è un monumento commemorativo del primo sbarco a Provincetown il 21 novembre 1620. È la più alta struttura in granito negli Stati Uniti; il progetto è dell'architetto Willard T. Sears, che si ispirò proprio alle forme della Torre del Mangia.
- Anche la torre al Pine Street Inn, nel quartiere di South End a Boston, in Massachusetts, è realizzata sul modello della Torre del Mangia. La torre di Boston, alta 156 metri, venne progettata e costruita nel 1892 da Edmund March Wheelwright, è fatta di mattoni come l'originale italiana ed il suo compito originario era quello di torre d'avvistamento incendi della caserma dei pompieri.
- La Dock Tower a Grimsby, nel nordest della contea di Lincolnshire (Regno Unito) è stata costruita nel 1852 e raggiunge i 94 m di altezza. Anche se inutilizzata dal 1892, rimane un orgoglioso ricordo della passata storia legata alla pesca, poiché era adibita a torre idraulica per aprire i cancelli del Royal Dock.
- L'edificio principale della ICADE (Instituto Católico de Administración y Dirección de Empresas - Istituto Cattolico di amministrazione e gestione d'impresa), che si trova a Madrid, è sormontato da una torre dell'orologio ispirata alla Torre de Mangia.
- La Torre dell'Orologio del Palazzo Comunale di Piombino, dopo i contestati restauri dell'architetto Egisto Bellini negli anni trenta del novecento, ricalca quasi fedelmente la Torre del Mangia.

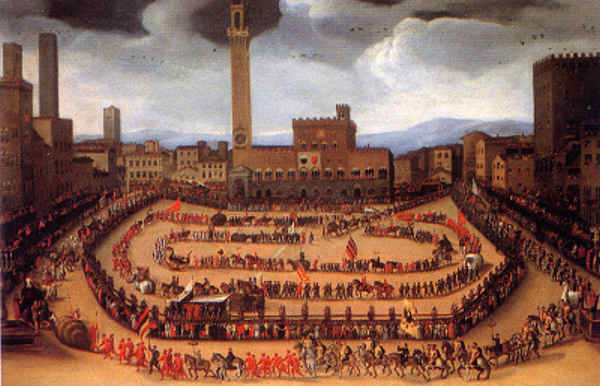
Vincenzo Rustici

## Iconografia
Siena e i suoi monumenti, tra i quali la Torre del Mangia, da secoli fa da soggetto ad affreschi, pitture ed icone (oltre che ad acquarelli, disegni architettonici, grafiche professionali e commerciali). Tra i tanti dipinti che raffigurano la Torre conservati nel Palazzo Comunale (escluso il celebre di Ambrogio Lorenzetti sugli Effetti del Buono e del Cattivo Governo in quanto pare che il Palazzo e la Torre non vengano riportati sia perché coincide con gli anni della costruzione della Torre, sia perché il punto di vista è dall'interno del Palazzo stesso) sono da citare:
- San Pietro Alessandrino tra i beati Andrea Gallerani e Ambrogio Sansedoni, 1446, nella Sala delle Lupe, opera di Sano di Pietro, in cui il santo benedice la città raffigurata dalle mura rosate che racchiudono il Palazzo, la Torre ed il Duomo;
- San Bernardino, 1450 circa, nella Sala della Giunta, sempre di Sano di Pietro, in cui sempre l'immagine della città è retta questa volta da san Bernardino;
- Beato Ambrogio Sansedoni, 1407 circa, nell'Anticoncistoro, di Taddeo di Bartolo, dove la Torre spicca al centro della Siena monocroma in grembo al Beato;
- La Vergine consegna Siena al Podestà, XV sec., Anticoncistoro, di Domenico di Niccolò dei Mori, in cui la Vergine indica la città di Siena(riconoscibile dall'immagine della Torre) al Podestà;
- Beato Ambrogio Sansedoni, XVI-XVII sec., nella Sala del Mappamondo, artista sconosciuto, dove, nonostante sia un'opera più moderna, ancora mostra la Torre senza il Campanone;
- Sfilata delle contrade in Piazza del Campo, fine XVI sec., Palazzo Pubblico, di Vincenzo Rustici, anch'essa priva del Campanone.

Altre opere sono conservate nella Pinacoteca Nazionale, nell'Archivio di Stato oltre che nel Duomo.
Anche alcuni Drappelloni (il “trofeo” che viene assegnato alla contrada vittoriose del Palio) celebrano la maestosità della Torre: l'ultimo che la ritrae è quello vinto dalla contrada del Drago nel luglio 2014 e dipinto da Rosalba Parrini, il precedente è stato vinto dalla contrada del Bruco nell'agosto del 2008 e dipinto da Mario Ceroli; nel 2006 entrambi i Drappelloni, sia quello di luglio vinto dalla Pantera e dipinto da Rita Rossella Ciani e da Pia Bianciardi, sia quello di agosto vinto dalla Selva e dipinto da Tino Stefanoni, mostrano la Torre del Mangia.
Alcune opere di artisti stranieri sono invece La Torre del Mangia, 1858, Edgar Degas, conservato nella Biblioteca Nazionale di Parigi; Siena, La Piazza del Palio, 1189-1305, dopo la pioggia, 1907, acquarello di Charles Édouard Jeanneret "Le Corbusier", con la Torre che esce fuori dal disegno; due disegni di Louis Kahn, in cui anche qui la Torre appare tagliata dalla fine della tela.